# Mniobryum columbicum
Mniobryum columbicum là một loài Rêu trong họ Bryaceae. Loài này được (Kindb.) Broth. mô tả khoa học đầu tiên năm 1903.